# J.P. Dumont
Jean-Pierre "J.P." Dumont, född 1 april 1978, är en kanadensisk före detta professionell ishockeyforward som tillbringade tolv säsonger i den nordamerikanska ishockeyligan National Hockey League (NHL), där han spelade för ishockeyorganisationerna Chicago Blackhawks, Buffalo Sabres och Nashville Predators. Han producerade 523 poäng (214 mål och 309 assists) samt drog på sig 364 utvisningsminuter på 822 grundspelsmatcher. Dumont spelade även på lägre nivåer för SC Bern i Nationalliga A (NLA), Portland Pirates och Rochester Americans i American Hockey League (AHL), Chicago Wolves och Cleveland Lumberjacks i International Hockey League (IHL) och Foreurs de Val-d'Or i Ligue de hockey junior majeur du Québec (LHJMQ).
Han draftades i första rundan i 1996 års draft av New York Islanders som tredje spelare totalt.

## Statistik
| 1993–1994   | Canadien de Montréal-Bourassa         | LHMAAAQ     | 44  | 27  | 20  | 47  | 44  | 4  | 2  | 3  | 5  | 4  |
| 1994–1995   | Collège Français de Montréal-Bourassa | LHMAAAQ     | 10  | 2   | 7   | 9   | 12  | —  | —  | —  | —  | —  |
|             | Foreurs de Val-d'Or                   | LHJMQ       | 48  | 5   | 14  | 19  | 24  | —  | —  | —  | —  | —  |
| 1995–1996   | Foreurs de Val-d'Or                   | LHJMQ       | 66  | 48  | 57  | 105 | 109 | 13 | 12 | 8  | 20 | 22 |
| 1996–1997   | Foreurs de Val-d'Or                   | LHJMQ       | 62  | 44  | 64  | 108 | 86  | 13 | 9  | 7  | 16 | 12 |
| 1997–1998   | Foreurs de Val-d'Or                   | LHJMQ       | 55  | 57  | 42  | 99  | 63  | 19 | 31 | 15 | 46 | 18 |
| 1998–1999   | Chicago Blackhawks                    | NHL         | 25  | 9   | 6   | 15  | 10  | —  | —  | —  | —  | —  |
|             | Portland Pirates                      | AHL         | 50  | 32  | 14  | 46  | 39  | —  | —  | —  | —  | —  |
|             | Chicago Wolves                        | IHL         | —   | —   | —   | —   | —   | 10 | 4  | 1  | 5  | 6  |
| 1999–2000   | Chicago Blackhawks                    | NHL         | 47  | 10  | 8   | 18  | 18  | —  | —  | —  | —  | —  |
|             | Rochester Americans                   | AHL         | 13  | 7   | 10  | 17  | 18  | 21 | 14 | 7  | 21 | 32 |
|             | Cleveland Lumberjacks                 | IHL         | 7   | 5   | 2   | 7   | 8   | —  | —  | —  | —  | —  |
| 2000–2001   | Buffalo Sabres                        | NHL         | 79  | 23  | 28  | 51  | 54  | 13 | 4  | 3  | 7  | 8  |
| 2001–2002   | Buffalo Sabres                        | NHL         | 76  | 23  | 21  | 44  | 42  | —  | —  | —  | —  | —  |
| 2002–2003   | Buffalo Sabres                        | NHL         | 76  | 14  | 21  | 35  | 44  | —  | —  | —  | —  | —  |
| 2003–2004   | Buffalo Sabres                        | NHL         | 77  | 22  | 31  | 53  | 40  | —  | —  | —  | —  | —  |
| 2004–2005   | SC Bern                               | NLA         | 3   | 2   | 2   | 4   | 6   | 10 | 4  | 1  | 5  | 16 |
| 2005–2006   | Buffalo Sabres                        | NHL         | 54  | 20  | 20  | 40  | 38  | 18 | 7  | 7  | 14 | 14 |
| 2006–2007   | Nashville Predators                   | NHL         | 82  | 21  | 45  | 66  | 28  | 5  | 4  | 2  | 6  | 0  |
| 2007–2008   | Nashville Predators                   | NHL         | 80  | 29  | 43  | 72  | 34  | 6  | 0  | 2  | 2  | 4  |
| 2008–2009   | Nashville Predators                   | NHL         | 82  | 16  | 49  | 65  | 20  | —  | —  | —  | —  | —  |
| 2009–2010   | Nashville Predators                   | NHL         | 74  | 17  | 28  | 45  | 20  | 6  | 2  | 2  | 4  | 0  |
| 2010–2011   | Nashville Predators                   | NHL         | 70  | 10  | 9   | 19  | 16  | 3  | 0  | 1  | 1  | 2  |
| 2011–2012   | SC Bern                               | NLA         | 31  | 8   | 23  | 31  | 26  | 14 | 6  | 8  | 14 | 4  |
| NHL totalt  | NHL totalt                            | NHL totalt  | 822 | 214 | 309 | 523 | 364 | 51 | 17 | 17 | 34 | 28 |
| NLA totalt  | NLA totalt                            | NLA totalt  | 34  | 10  | 25  | 35  | 32  | 24 | 10 | 9  | 19 | 20 |
| AHL totalt  | AHL totalt                            | AHL totalt  | 63  | 39  | 24  | 63  | 57  | 21 | 14 | 7  | 21 | 32 |
| LHJMQ total | LHJMQ total                           | LHJMQ total | 231 | 154 | 177 | 331 | 282 | 45 | 52 | 30 | 82 | 52 |

### Internationellt
| Källa:        | Källa:        | Källa:        |         | Utv = Utvisningsminuter | Utv = Utvisningsminuter | Utv = Utvisningsminuter | Utv = Utvisningsminuter | Utv = Utvisningsminuter |
| År            | Lag           | Mästerskap    | Matcher | Mål                     | Assists                 | Poäng                   | Utv                     |                         |
| ------------- | ------------- | ------------- | ------- | ----------------------- | ----------------------- | ----------------------- | ----------------------- | ----------------------- |
| 1998          | Kanada        | JVM           | 7       | 0                       | 0                       | 0                       | 0                       |                         |
| 2004          | Kanada        | VM            | 9       | 0                       | 1                       | 1                       | 0                       |                         |
| Junior totalt | Junior totalt | Junior totalt | 7       | 0                       | 0                       | 0                       | 0                       |                         |
| Senior totalt | Senior totalt | Senior totalt | 9       | 0                       | 1                       | 1                       | 0                       |                         |